# Contre-la-montre féminin aux championnats du monde de cyclisme sur route 2020
Le contre-la-montre féminin aux championnats du monde de cyclisme sur route 2020 a lieu sur 31,7 kilomètres le 24 septembre 2020 à Imola, en Italie. Il est remporté par la Néerlandaise Anna van der Breggen, son premier titre après quatre médailles d'argent sur cette épreuve.

## Parcours
Le début et la fin de l'épreuve a lieu sur l'Autodromo Enzo e Dino Ferrari d'Imola. La course est tracée sur un parcours plat de 32 kilomètres, pour 200 mètres de dénivelé. Les trois derniers kilomètres de course ont lieu sur le circuit automobile.

## Système de qualification
Chaque nation peut inscrire deux participantes. La tenante du titre Chloé Dygert est autorisée à prendre le départ de l'épreuve en plus du quota attribué par nation,. Les championnats continentaux n'ayant pas eu lieu, à l'exception de ceux d'Europe, ils n'attribuent pas en 2020 de places supplémentaires au départ contrairement aux années précédentes.
| Équipes nationales (38)- Argentine - Australie - Autriche - Barbade - Biélorussie - Belgique - Canada - Chili - Cuba - Tchéquie - Danemark - Éthiopie - France - Allemagne - Grande-Bretagne - Islande - Israël - Italie - Japon - Lettonie - Lituanie - Luxembourg - Mexique - Maroc - Pays-Bas - Nouvelle-Zélande - Pologne - Russie - Serbie - Slovénie - Afrique du Sud - Espagne - Suède - Suisse - Trinité-et-Tobago - Ukraine - États-Unis - Ouzbekistan |
| |

## Favorites
La tenante du titre, l'Américaine Chloé Dygert est la grande favorite de la course. Elle a comme principale adversaire la Néerlandaise Anna van der Breggen, vice-championne du monde en 2017, 2018 et 2019. Annemiek van Vleuten est absente des suites de sa chute au Tour d'Italie. Ellen van Dijk, Marlen Reusser et Lisa Brennauer sont également candidates à la victoire,.

## Récit de la course
En tête au point de chronométrage intermédiaire devant Anna van der Breggen et Marlen Reusser, Chloé Dygert chute dans un virage à mi-parcours et est contrainte à l'abandon. La coureuse néerlandaise accentue son avance sur la deuxième partie du parcours et s'impose avec 15 secondes d'avance sur la Suissesse.

## Classement
| \| Classement général \| Classement général \| Classement général \| Classement général \| Classement général \| \| Coureuse \| Coureuse \| Pays \| Équipe \| Temps \| \| ------------------ \| -------------------- \| ------------------ \| ------------------ \| ------------------ \| \| 1re \| Anna van der Breggen \| Pays-Bas \| Pays-Bas \| 40 min 20 s \| \| 2e \| Marlen Reusser \| Suisse \| Suisse \| + 15 s \| \| 3e \| Ellen van Dijk \| Pays-Bas \| Pays-Bas \| + 31 s \| \| 4e \| Lisa Brennauer \| Allemagne \| Allemagne \| + 45 s \| \| 5e \| Grace Brown \| Australie \| Australie \| + 1 min 01 s \| \| 6e \| Amber Neben \| États-Unis \| États-Unis \| + 1 min 20 s \| \| 7e \| Emma Norsgaard \| Danemark \| Danemark \| + 1 min 22 s \| \| 8e \| Mieke Kröger \| Allemagne \| Allemagne \| + 1 min 31 s \| \| 9e \| Lauren Stephens \| États-Unis \| États-Unis \| + 1 min 43 s \| \| 10e \| Vittoria Bussi \| Italie \| Italie \| + 1 min 46 s \| \| 11e \| Audrey Cordon-Ragot \| France \| France \| + 1 min 53 s \| \| 12e \| Georgia Williams \| Nouvelle-Zélande \| Nouvelle-Zélande \| + 2 min 16 s \| \| 13e \| Eugenia Bujak \| Slovénie \| Slovénie \| + 2 min 20 s \| \| 14e \| Anna Plichta \| Pologne \| Pologne \| + 2 min 21 s \| \| 15e \| Elizabeth Banks \| Royaume-Uni \| Grande-Bretagne \| + 2 min 23 s \| \| 16e \| Alena Amialiusik \| Biélorussie \| Biélorussie \| + 2 min 28 s \| \| 17e \| Juliette Labous \| France \| France \| + 2 min 30 s \| \| 18e \| Anna Kiesenhofer \| Autriche \| Autriche \| + 2 min 30 s \| \| 19e \| Alice Barnes \| Royaume-Uni \| Grande-Bretagne \| + 2 min 33 s \| \| 20e \| Mikayla Harvey \| Nouvelle-Zélande \| Nouvelle-Zélande \| + 2 min 33 s \| |                      |                  |                  |              |
| |                      |                  |                  |              |
| Source : ProCyclingStats |                      |                  |                  |              |
| Classement général |                      |                  |                  |              |
| Coureuse | Coureuse             | Pays             | Équipe           | Temps        |
| 1re | Anna van der Breggen | Pays-Bas         | Pays-Bas         | 40 min 20 s  |
| 2e | Marlen Reusser       | Suisse           | Suisse           | + 15 s       |
| 3e | Ellen van Dijk       | Pays-Bas         | Pays-Bas         | + 31 s       |
| 4e | Lisa Brennauer       | Allemagne        | Allemagne        | + 45 s       |
| 5e | Grace Brown          | Australie        | Australie        | + 1 min 01 s |
| 6e | Amber Neben          | États-Unis       | États-Unis       | + 1 min 20 s |
| 7e | Emma Norsgaard       | Danemark         | Danemark         | + 1 min 22 s |
| 8e | Mieke Kröger         | Allemagne        | Allemagne        | + 1 min 31 s |
| 9e | Lauren Stephens      | États-Unis       | États-Unis       | + 1 min 43 s |
| 10e | Vittoria Bussi       | Italie           | Italie           | + 1 min 46 s |
| 11e | Audrey Cordon-Ragot  | France           | France           | + 1 min 53 s |
| 12e | Georgia Williams     | Nouvelle-Zélande | Nouvelle-Zélande | + 2 min 16 s |
| 13e | Eugenia Bujak        | Slovénie         | Slovénie         | + 2 min 20 s |
| 14e | Anna Plichta         | Pologne          | Pologne          | + 2 min 21 s |
| 15e | Elizabeth Banks      | Royaume-Uni      | Grande-Bretagne  | + 2 min 23 s |
| 16e | Alena Amialiusik     | Biélorussie      | Biélorussie      | + 2 min 28 s |
| 17e | Juliette Labous      | France           | France           | + 2 min 30 s |
| 18e | Anna Kiesenhofer     | Autriche         | Autriche         | + 2 min 30 s |
| 19e | Alice Barnes         | Royaume-Uni      | Grande-Bretagne  | + 2 min 33 s |
| 20e | Mikayla Harvey       | Nouvelle-Zélande | Nouvelle-Zélande | + 2 min 33 s |

## Liste des partantes
| Liste des participantes | Liste des participantes  | Liste des participantes | Liste des participantes | Liste des participantes |
| Num                     | Coureuse                 | Équipe                  | Pos                     |                         |
| ----------------------- | ------------------------ | ----------------------- | ----------------------- | ----------------------- |
| 1                       | Chloé Dygert             | États-Unis              | AB                      |                         |
| 2                       | Anna van der Breggen     | Pays-Bas                | 1re                     |                         |
| 3                       | Marlen Reusser           | Suisse                  | 2e                      |                         |
| 4                       | Lisa Brennauer           | Allemagne               | 4e                      |                         |
| 5                       | Alena Amialiusik         | Biélorussie             | 16e                     |                         |
| 6                       | Vittoria Bussi           | Italie                  | 10e                     |                         |
| 7                       | Juliette Labous          | France                  | 17e                     |                         |
| 8                       | Anna Plichta             | Pologne                 | 14e                     |                         |
| 9                       | Olga Zabelinskaïa        | Ouzbekistan             | NP                      |                         |
| 10                      | Amber Neben              | États-Unis              | 6e                      |                         |
| 11                      | Ellen van Dijk           | Pays-Bas                | 3e                      |                         |
| 12                      | Aigul Gareeva            | Russie                  | 27e                     |                         |
| 13                      | Leah Kirchmann           | Canada                  | 21e                     |                         |
| 14                      | Lisa Nordén              | Suède                   | 24e                     |                         |
| 15                      | Catalina Soto            | Chili                   | 38e                     |                         |
| 16                      | Pernille Mathiesen       | Danemark                | 32e                     |                         |
| 17                      | Alice Barnes             | Grande-Bretagne         | 19e                     |                         |
| 18                      | Anna Kiesenhofer         | Espagne                 | 18e                     |                         |
| 19                      | Grace Brown              | Australie               | 5e                      |                         |
| 20                      | Lourdes Oyarbide         | Espagne                 | 37e                     |                         |
| 21                      | Sara Van de Vel          | Belgique                | 33e                     |                         |
| 22                      | Georgia Williams         | Nouvelle-Zélande        | 12e                     |                         |
| 23                      | Arlenis Sierra           | Cuba                    | 23e                     |                         |
| 24                      | Eugenia Bujak            | Slovénie                | 13e                     |                         |
| 25                      | Olga Shekel              | Ukraine                 | 35e                     |                         |
| 26                      | Kerry Jonker             | Australie               | 44e                     |                         |
| 27                      | Claire Faber             | Luxembourg              | 28e                     |                         |
| 28                      | Akvilė Gedraitytė        | Lituanie                | 45e                     |                         |
| 29                      | Tereza Korvasova         | Tchéquie                | 41e                     |                         |
| 30                      | Agusta Edda Bjornsdóttir | Islande                 | 42e                     |                         |
| 31                      | Teniel Campbell          | Trinité-et-Tobago       | 36e                     |                         |
| 32                      | Lauren Stephens          | États-Unis              | 9e                      |                         |
| 33                      | Rotem Gafinovitz         | Israël                  | 30e                     |                         |
| 34                      | Eri Yonamine             | Japon                   | 31e                     |                         |
| 35                      | Dana Rožlapa             | Lettonie                | 29e                     |                         |
| 36                      | Anabel Yapura            | Argentine               | 40e                     |                         |
| 37                      | Eyeru Tesfoam Gebru      | Éthiopie                | 48e                     |                         |
| 38                      | Siham Es Sad             | Maroc                   | 49e                     |                         |
| 39                      | Mieke Kröger             | Allemagne               | 8e                      |                         |
| 40                      | Vittoria Guazzini        | Italie                  | 25e                     |                         |
| 41                      | Audrey Cordon-Ragot      | France                  | 11e                     |                         |
| 42                      | Karol-Ann Canuel         | Canada                  | 22e                     |                         |
| 43                      | Emma Norsgaard           | Danemark                | 7e                      |                         |
| 44                      | Elizabeth Banks          | Grande-Bretagne         | 15e                     |                         |
| 45                      | Sara Martín              | Espagne                 | 39e                     |                         |
| 45                      | Valeriya Kononenko       | Ukraine                 | 26e                     |                         |
| 46                      | Ann-Sophie Duyck         | Belgique                | 34e                     |                         |
| 47                      | Mikayla Harvey           | Nouvelle-Zélande        | 20e                     |                         |
| 49                      | Jarmila Machačová        | Tchéquie                | 43e                     |                         |
| 50                      | Margrét Pálsdóttir       | Islande                 | 46e                     |                         |
| 51                      | Amber Joseph             | Barbade                 | 47e                     |                         |